# Disfunzione cronica del trapianto renale
La disfunzione cronica del trapianto renale, nota anche come nefropatia cronica del trapianto e in passato come rigetto cronico, è una sindrome clinico-patologica che può insorgere nei pazienti sottoposti a trapianto renale. Indicata talvolta anche con l'acronimo CAD (dall'inglese chronic allograft dysfunction), consiste in un lento e progressivo declino della funzionalità del rene trapiantato accompagnato da particolari lesioni istologiche del rene, prevalentemente a carico dell'interstizio e dei tubuli renali. Rappresenta la principale causa di insufficienza ad insorgenza tardiva dell'organo trapiantato.

## Epidemiologia
Sebbene sia difficile definire la frequenza della sindrome in base alle caratteristiche cliniche, alcuni studi hanno valutato la frequenza delle lesioni tipiche della disfunzione cronica su biopsie renali effettuate di routine e a intervalli regolari dopo il trapianto, dimostrando che dopo 10 anni dall'intervento segni di nefropatia severa erano presenti nel 58.4% dei pazienti. Il rischio risultava maggiore nei pazienti che avevano manifestato episodi di rigetto acuto severo.

## Eziologia
La disfunzione cronica rappresenta, nella maggior parte dei casi, il risultato di molteplici danni ai nefroni, l'unità funzionale del rene, che si accumulano nel tempo. I fattori maggiormente responsabili del danno si suddividono fra quelli di natura non immunitaria e quelli immunologici. Al primo gruppo appartengono il danno da ischemia, che può colpire l'organo prelevato dal donatore ancora prima del trapianto, la differenza d'età e di taglia corporea tra donatore e ricevente, le infezioni da virus BK, la tossicità da farmaci immunosoppressori usati per prevenire il rigetto (in particolare gli inibitori della calcineurina come ciclosporina e tacrolimus), le glomerulonefriti (in particolare quando rappresentano la recidiva della malattia che aveva colpito i reni nativi), la ritardata ripresa funzionale del rene dopo l'intervento e i tradizionali fattori di rischio cardiovascolare come ipertensione e dislipidemie.
Tra i fattori immunologici è particolarmente importante il rigetto acuto e cronico. In particolare il rigetto acuto tardivo, ovvero quello che insorge oltre i 3 mesi dal trapianto, è maggiormente associato allo sviluppo di disfunzione cronica. Inoltre il numero di episodi di rigetto, la mancata risposta alla terapia con steroidi e il grado istologico delle lesioni sono tutti fattori di rischio per lo sviluppo della sindrome.

## Anatomia patologica
Le lesioni istologiche della disfunzione cronica del trapianto, osservabili al microscopio ottico su campioni prelevati tramite biopsia renale, sono valutate secondo la classificazione di Banff. Questa prevede 6 possibili quadri patologici (incluso quello normale) a seconda del meccanismo patogenetico implicato, e nell'ambito di ciascuno di essi una scala di gravità del danno che coinvolge prevalentemente, a seconda del quadro, i vasi sanguigni con proliferazione della tonaca intima, i glomeruli con sclerosi o l'interstizio renale con fibrosi e atrofia dei tubuli.

## Clinica
I pazienti affetti presentano un decadimento generalmente lento e progressivo della funzione renale, con aumento dei livelli di creatinina e azotemia e riduzione della velocità di filtrazione glomerulare, analogamente a quanto avviene nella malattia renale cronica. Generalmente si osserva presenza di proteine in quantità patologica nell'urina (proteinuria) e ipertensione arteriosa. Queste alterazioni sono tuttavia estremamente aspecifiche e compaiono tardivamente, quando già il danno renale è avanzato. L'esame delle urine non mostra di solito altri reperti patologici oltre alla proteinuria. Per la diagnosi di certezza è necessario effettuare una biopsia renale.

## Trattamento
Non esiste una terapia risolutiva per la disfunzione cronica del trapianto una volta che si è instaurata. Tra le misure di prevenzione più efficaci vi sono la scelta del trapianto da donatore vivente e con compatibilità HLA ottimale, la diagnosi precoce e relativo trattamento tempestivo del rigetto acuto, l'uso di biopsie renali di routine per il riconoscimento precoce del rigetto acuto subclinico. Una volta dimostrata istologicamente la presenza di danno renale, la maggior parte degli autori è concorde nel consigliare la sospensione degli inibitori della calcineurina e la sostituzione di questi con micofenolato mofetile o sirolimus.